# Seegefecht bei Jasmund (1864)
Missunde • Königshügel • Danewerk • Schlei • Oeversee • Jütland • Vejle • Jasmund • Düppeler Schanzen • Fredericia • Helgoland • Alsen • Lundby • Nordfriesische Inseln
Im Seegefecht bei Jasmund am 17. März 1864 während des Deutsch-Dänischen Krieges trafen dänische und preußische Seestreitkräfte östlich der Halbinsel Jasmund, einem Teil der Insel Rügen, aufeinander. Es war das erste Seegefecht eines Verbands der Preußischen Marine seit ihrer Gründung 1848. Der preußische Versuch, die dänischen Blockadestreitkräfte vor der preußischen Küste zu schwächen, scheiterte sowohl an materieller Unterlegenheit als auch an Navigationsfehlern.

## Strategische Ausgangslage
Am 15. März 1864 erklärte Dänemark die Blockade der preußischen Küsten, am 17. März erschienen Teile des dänischen Ostseegeschwaders vor Rügen, um vor allem den Hafen von Swinemünde zu blockieren.
Mit einer Order von König Wilhelm I. vom 14. März 1864 erhielt der Geschwaderchef der preußischen Einheiten vor Swinemünde, Kapitän zur See Eduard Jachmann, den Auftrag, die dänischen Blockadekräfte zu vertreiben oder zumindest festzustellen, ob die von Dänemark bereits vor dem 15. März 1864 angedrohte Blockade überhaupt existiere. Bei schlechten Witterungsbedingungen oder einer starken dänischen Überlegenheit sollte Jachmann von dem Unternehmen Abstand nehmen.
Eine Durchbrechung der Blockade war aus strategischen Gründen unmöglich. Selbst im Fall einer schweren taktischen Niederlage der Blockadekräfte hätte sie nicht den Seeweg in die Nordsee und damit auf die Weltmeere geöffnet, da die dänische Marine den Öresund kontrollierte. Insofern ähnelte die preußische seestrategische Lage 1864 der des Deutschen Reichs im Ersten Weltkrieg während der britischen Nordseeblockade.

## Die Streitkräfte
Die dänische Flotte besaß bei Kriegsausbruch 31 Dampfschiffe mit 387 Geschützen, wovon 26 mit 363 Geschützen einsatzbereit waren. Hinzu kamen zehn Segelschiffe. 50 Ruderkanonenboote waren nur zur Küstenverteidigung gedacht. Die dänische Marine umfasste einen Personalbestand von 3757 Mann.
Die preußische Flotte hingegen verfügte über 23 Einheiten mit 85 Kanonen und 1636 Mann Besatzung. Die Preußen besaßen jedoch keine der modernen gezogenen 24-Pfünder.
Im Gegensatz dazu verfügte die dänische Seite über die vier Panzerschiffe bzw. Panzerkanonenboote Rolf Krake, Danebrog, Esbern Snare und Absolon. Das Turmschiff Rolf Krake war erst 1863 in Großbritannien angekauft worden und seinerzeit eines der modernsten Kriegsschiffe der Welt. Das erste preußische Panzerschiff Arminius wurde erst 1865 in Dienst gestellt.

### Die dänischen Einheiten

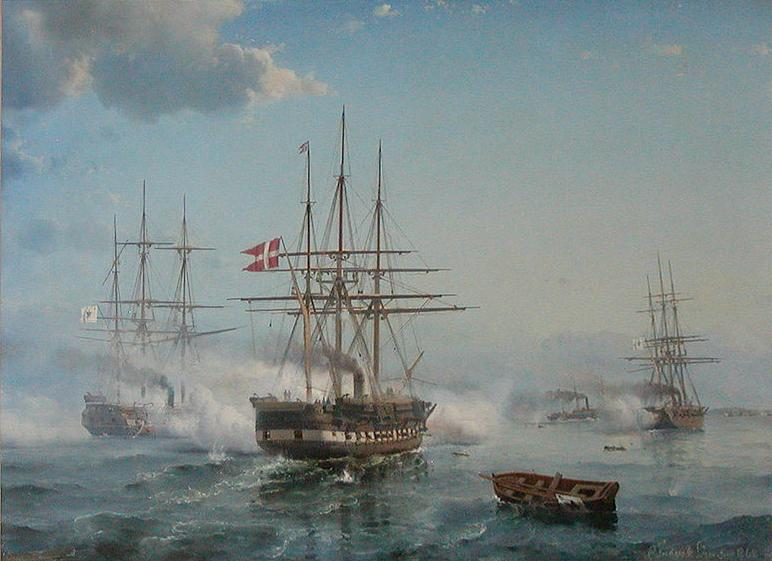
Dänische und preußische Kriegsschiffe im Gefecht vor Swinemünde

- Linienschiff Skjold, Bewaffnung: 8 gezogene, 56 glatte Geschütze.
- Fregatte Sjælland, Flaggschiff, Bewaffnung: 12 gezogene, 30 glatte Geschütze.
- Korvette Hejmdal. Bewaffnung: 2 gezogene, 14 glatte Geschütze.
- Korvette Thor. Bewaffnung: 2 gezogene, 10 glatte Geschütze.

Kommandierender Admiral: Konteradmiral Carl Edvard van Dockum (1804–1893).

### Die preußischen Einheiten
- Gedeckte Korvette Arcona. Kommandant Eduard Jachmann. Bewaffnung: 6 gezogene, 20 glatte Geschütze.
- Korvette Nymphe, Kommandant Reinhold Werner. Bewaffnung: 7 gezogene, 6 glatte Geschütze.
- Radaviso Loreley, Führerschiff der Kanonenbootsdivision unter Kapitän zur See Hans Kuhn (1824–1891). Kommandant: Kapitänleutnant Graf Alexander von Monts (1832–1889). Bewaffnung: 2 gezogene Geschütze.

Geschwaderchef (Kommodore): Kapitän zur See Eduard Jachmann.
Von Jachmann für den Einsatz ebenfalls vorgesehen war die Kanonenbootsdivision, bestehend aus:
- Kanonenboot I. Klasse Comet. Bewaffnung: 1 gezogener 24-Pfünder (15 cm), 2 gezogene 12-Pfünder (12 cm).
- Kanonenboot II. Klasse Hay.
- Kanonenboot II. Klasse Hyäne.
- Kanonenboot II. Klasse Pfeil.
- Kanonenboot II. Klasse Scorpion.
- Kanonenboot II. Klasse Wespe.
  - Bewaffnung: Jeweils 1 gezogener 24-Pfünder (15 cm), 2 gezogene 12-Pfünder (12 cm).

## Gefechtsverlauf

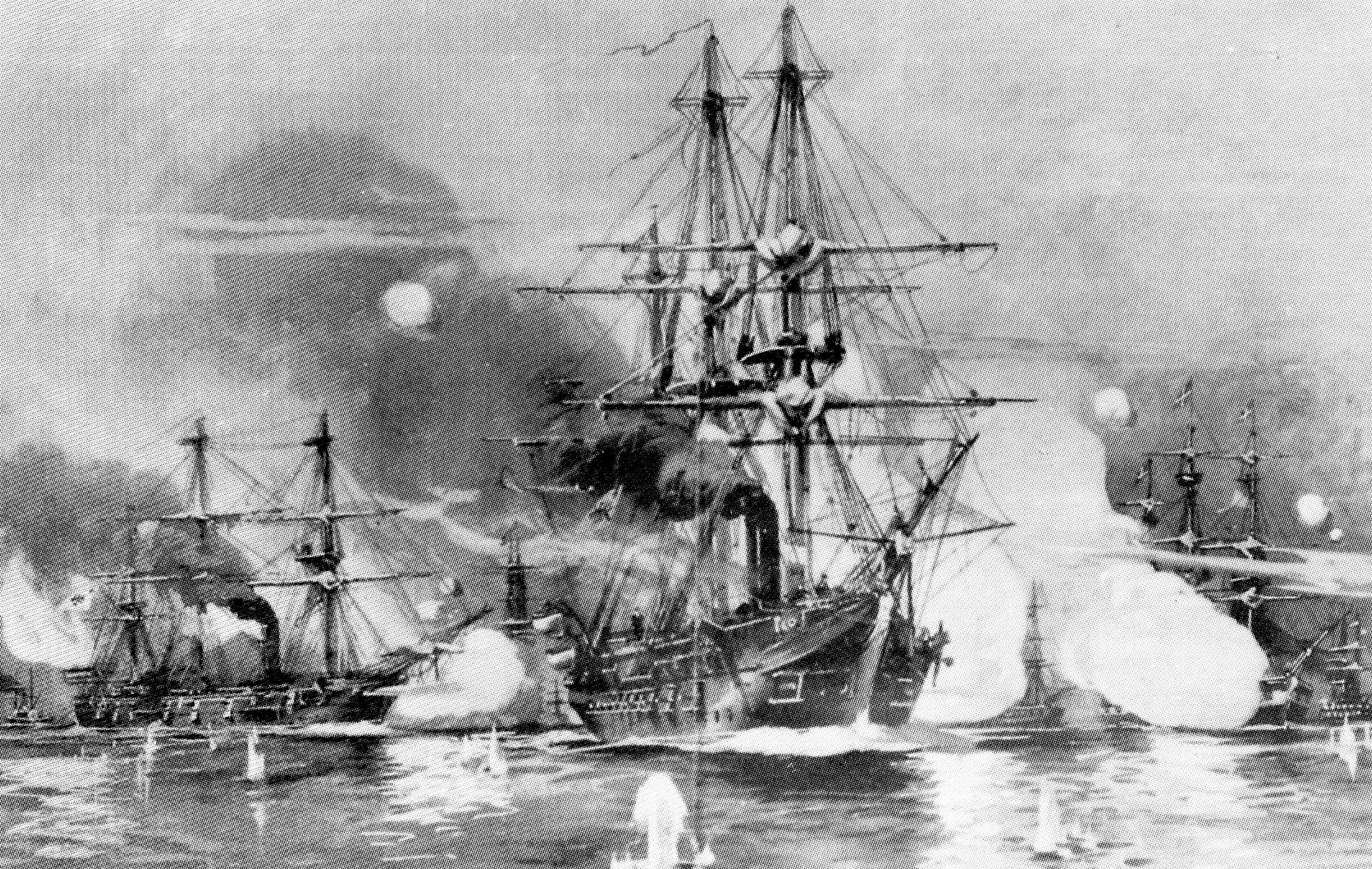
Seegefecht bei Jasmund am 17. März 1864. Im Vordergrund die Korvette Arcona. Gemälde von Willy Stöwer

Jachmann war sich bewusst, dass seine drei Einheiten den dänischen Blockadekräften sowohl numerisch als auch qualitativ stark unterlegen waren. Allerdings hatte er den Einsatz der I. Flottillendivision der Dampfkanonenboote ins Kalkül gezogen und beabsichtigte, die dänischen Einheiten auf die Kanonenboote zu ziehen, die vor der Insel Greifswalder Oie in Bereitschaft lagen.
Jachmann dampfte mit Arcona, Nymphe und Loreley den Blockadestreitkräften am Mittag des 17. März 1864 entgegen und eröffnete um 14:30 Uhr das Feuer. Nach einem gut zweistündigen Gefecht musste er sich nach Süden zurückziehen. Aufgrund der höheren Geschwindigkeit seiner Einheiten konnte Jachmann sich von den dänischen Schiffen lösen. Sein Plan, die dänischen Schiffe auf die im Süden stationierten Kanonenboote zu ziehen, misslang jedoch, da diese aus nicht näher bekannten Gründen falsch manövrierten. Während die Loreley zu den Kanonenbooten zurückkehrte, liefen die Arcona und Nymphe nach Swinemünde ab.

### Der Gefechtsbericht Jachmanns
Der Gefechtsbericht Jachmanns wurde in der Ausgabe der Neuen Preußischen Zeitung (Kreuz-Zeitung) vom 19. März 1864 auf Seite 1 wiedergegeben:
Der Capitän zur See Jachmann meldet aus Swinemünde vom 17., Abends 7 Uhr: Ew. Königl. Maj. Schiff „Arcona“, „Nymphe“ gingen heute von Swinemünde nach der Divenow und von dort nach Arcona, ohne Dänische Kreuzer zu treffen. Um 12 ½ Uhr bekam ich 7 Dänische Schiffe in Sicht, nordwestlich von Arcona und der Capitän Kuhn, welcher mit der „Loreley“ von Thiessow aus zu mir stieß, meldete mir, daß die Schiffe Fregatten seien. Gab Befehl, die Kanonenboote unter Land zurückzuziehen, und griff mit „Arcona“, „Nymphe“ und „Loreley“ in einer offenen Ordnung den Feind an, welcher sich mittlerweile sammelte und 2 Colonnen rangierte. Als ich mich dem Feind näherte, stellte sich heraus, daß der Feind uns ein Linienschiff, zwei Fregatten, zwei Corvetten und einen Panzer=Schooner entgegenführte. Sämmtlich Schrauben=Schiffe. Um 2 Uhr eröffneten unsere Schiffe das Feuer, das bald von den Dänen erwidert wurde, worauf sich ein laufendes Gefecht bis 5 Uhr fortsetzte und die Dänen „Arcona“ und „Nymphe“ bis vor Swinemünde verfolgten. Der Verlust auf ihnen sind 5 Tote und 8 Verwundete, darunter schwer verwundet der erste Offizier Ew. Maj. Corvette, Lieut. Berger, welcher im Beginne des Gefechts an meiner Seite getroffen wurde. Ew. Königl. Majestät gereicht mir zur besonderen Ehre melden zu können, daß Offiziere und Mannschaften sich während dieses Engagements tapfer und kaltblütig benommen haben. Von der „Loreley“ ist mir noch keine Meldung zugegangen; sie ist nach Thiessow zurück. Die 1. Division Kanonen=Boote konnte nur einen sehr entfernten Theil am Gefecht nehmen und dürfte keine Verluste haben. Das Dänische Geschwader war dem unsrigen in jeder Hinsicht überlegen, dürfte aber ähnliche Verluste erlitten haben.

### Das Gefecht in der preußischen Presse
Die Königlich privilegierte Berlinische Zeitung von Staats= und gelehrten Sachen (spätere Vossische Zeitung) berichtet in ihrer Ausgabe vom 20. März 1864, S. 3, zuerst über die Beförderung Jachmanns zum Konteradmiral:
– (St.=A.) Dem Vernehmen nach haben Se. Majestät der König dem Capitain zur See Jachmann telegraphisch die Allerhöchste Anerkennung für die von Seiten der Marine gegen die große feindliche Uebermacht bewiesene Tapferkeit auszusprechen und den genannten Offizier zum Contre=Admiral zu ernennen geruht.
Auf den Seiten 3 und 4 finden sich mehrere Notizen zum Gefecht:
Ferner erhält die Osts.=Ztg. aus Stralsund vom 18. eine Mittheilung nach Erzählungen eines bei dem Gefecht beteiligten Seemannes. Danach bekam die Kanonenboot-Division unter Capitain Kuhn am 17. früh zwei größere dänische Schiffe in Sicht, welche von Arcona kamen. Capitain Kuhn ging ihnen zum Recognosciren mit der „Loreley“ entgegen. Unterdessen waren von Swinemünde die Corvetten „Arcona“ und „Nymphe“ gleichfalls in Sicht gekommen und mit den Kanonenbooten vereinigt in das Prorer Wiek gelaufen. Die Dänen folgten ihnen nicht, sondern suchten sie abzuschneiden. Unsere Schiffe und drei Kanonenboote so wie die „Loreley“ gingen deshalb gleichfalls wieder auf hohe See und begannen das Gefecht. Die Kanonenboote feuerten auf 3000 Schritt. Die „Loreley“ soll sich dem Feinde bis auf 500 Schritt genähert und die dänischen Schiffe in dieser Distanz feuernd umkreuzt haben. – Die Kanonenboote sind unverletzt nach dem Ruden zurückgekehrt, auch soll von der Mannschaft Niemand verletzt sein, dagegen ist der Thissower Lootse Brand, welcher im Gefecht neben dem Capitain Kuhn stand, sehr schwer verwundet. Er hatte die Hand in der Hosentasche, und wurde ihm diese und die Geschlechtstheile fortgerissen. (Er ist am 18., Vormittags, in Stralsund im Lazareth gestorben.) Stabsarzt Wenzel leistete ihm die erste Hülfe. Der Lootse soll eine große Familie haben und dürfte es wohl geeignet sein, für dieselbe etwas zu thun. – Aus Stralsund sind bereits am 17., in Voraussicht von Verwundungen, Verbandsstücke und ähnliches Material nach dem Dänholm abgegangen. Die dritte Division (6) Kanonenboote, Commandeur Lieutenant Arendt, ist von dort bereits am 16., Abends, nach Swinemünde abgegangen.
– Aus Stralsund, 18. März, wird der Osts.=Zgt. gemeldet: Es heißt, daß die dänische Fregatte „Jylland“ in stark havarirtem Zustande in der Prorer Wyk liegt. (?)
– Thiessow, wohin dem amtlichen Berichte zufolge die „Loreley“ nach dem Seegefecht am 17. zurückgegangen, ist die Hauptstation der preußischen Lotsen, neben der Südostspitze von Rügen, dem jetzt kahlen Vorgebirge der Halbinsel Mönchgut, Thiessower Höwt. Die Insel Moen, wohin die dänische Flottille am 18. d. zunächst zurückgegangen ist, liegt zwischen Seeland und Laaland, an der Südostspitze von Seeland.

### Das Gefecht in der außerpreußischen Berichterstattung
Die Oldenburger Nachrichten im Großherzogtum Oldenburg berichteten über das Gefecht in ihrer Ausgabe vom 20. März 1864:
Stralsund, 18. März. Die „Stralsund. Ztg.“ schreibt über das gestern stattgefundene Seegefecht: Die Preußen brachen ab, als die Dänen auf sieben Schiffe verstärkt wurden. Die Kanonenboote sind nach Ruhden, beide Corvetten nach Swinemünde glücklich eingelaufen; sie wurden hart verfolgt. Die „Nymphe“ hat zwei, die „Arcona“ drei Todte; im Ganzen neun Verwundete, Lieutenant Berger schwer. In der Marine herrscht großer Enthusiasmus. Heute morgen steuerte die dänische Flotte nach Mön.

## Ergebnisse
Die dänischen Verluste betrugen drei Tote und 19 Verwundete, sämtlich auf der Fregatte Sjælland. Auf der Arcona fielen fünf Besatzungsmitglieder, auf der Nymphe zwei. Auf beiden Schiffe gab es mehrere Verwundete. Die Arcona hatte fünf Treffer erhalten, Nymphe 19 im Rumpf und gut 50 in der Takelage.
Das Gefecht hatte auf die Blockade keine Auswirkungen, kann aber als taktischer dänischer Erfolg angesehen werden, da sich die preußische Seite zurückziehen musste und vor allem Jachmanns Absicht, die Blockadekräfte durch den Einsatz der Kanonenboote zu beschädigen, fehlschlug. Unabhängig davon wurde Jachmann nach dem Gefecht zum Konteradmiral befördert.